# نوبه سند (إب)

تعديل مصدري - تعديل

نوبه سند محلة تابعة لقرية المحاط، التابعة لعزلة الروس بمديرية إب إحدى مديريات محافظة إب في الجمهورية اليمنية.، بلغ تعداد سكانها 129 حسب تعداد اليمن لعام 2004.